# Fältsniglar
Fältsniglar (Agriolimacidae) är en familj av snäckor. Fältsniglar ingår i ordningen landlungsnäckor, klassen snäckor, fylumet blötdjur och riket djur.
Familjen innehåller bland andra släktet Deroceras.

## Bildgalleri

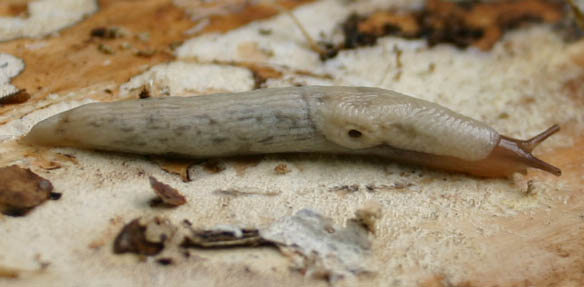